# (I'm Always Touched by Your) Presence, Dear
Singles de Blondie
Denis
(1978) Picture This
(1978)
(I'm Always Touched by Your) Presence, Dear est le deuxième single extrait de l'album enregistré en 1977 par le groupe Blondie, Plastic Letters.

## Information sur la chanson
La chanson a été écrite par l'ancien bassiste Gary Valentine, pour sa petite amie Lisa Jane Persky avant son départ du groupe. Valentine avait également écrit le premier single du groupe, X-Offender. 
Le single a été publié dans les formats 7" et 12"  au Royaume-Uni, avec deux chansons sur la face B, tout comme ce fut le cas pour les précédents singles, Rip Her to Shreds et Denis. L'une des faces B du single a été Detroit 442, et l'autre a été la chanson écrite par Jimmy Destri Poet's Problem, qui n'était pas sur la version originale de Plastic Letters.